# Mr. Harrigan’s Phone
Mr. Harrigan’s Phone ist ein US-amerikanischer Coming-of-Age-Thriller von Regisseur John Lee Hancock, der auf der gleichnamigen Novelle von Stephen King basiert. Der Film wurde weltweit am 5. Oktober 2022 in das Programm von Netflix aufgenommen. Die Hauptrollen übernahmen Jaeden Martell und Donald Sutherland.

## Handlung
Nach dem Tod seiner Mutter besucht der 12-jährige Craig 2003 die Kirche seines Heimatdorfes Harlow in Maine und wird dort vom alten, in der Stadt unbeliebten John Harrigan entdeckt. Harrigan ist Milliardär und bietet Craig aufgrund einer Sehschwäche einen bezahlten Job an, bei dem er dem alten Mann mehrmals wöchentlich aus Büchern vorlesen soll. Schon bald entsteht zwischen beiden trotz des großen Altersunterschieds eine enge Freundschaft, an der Craig vor allem die philosophischen Gespräche schätzt.
Auch fünf Jahre später arbeitet Craig immer noch für Harrigan und besucht gleichzeitig eine neue High School. Dem Trend der Zeit folgend, wünscht sich Craig von seinem Vater ein Smartphone, welches er zu Weihnachten bekommt. Harrigan schenkt ihm hingegen ein Rubbellos, durch das Craig mehrere tausend US-Dollar gewinnt. Von dem Geld kauft er auch für Harrigan ein Handy, der nach kurzem Zögern von dem Geschenk begeistert ist und wöchentlich von Craig im Umgang unterrichtet wird. Harrigan erkennt allerdings schon bald die Gefahren des noch neuen Internets inklusive personalisierter Werbung, Fake News und dem Suchtfaktor.
Als Harrigan kurze Zeit später verstirbt, vermacht er Craig 800.000 US-Dollar, damit sich dieser seinen Wunsch, eines Tages Drehbuchautor zu werden, erfüllen kann. Craig freut sich zwar über das Geschenk, hätte allerdings viel lieber Harrigan lebend zurück. Als er kurze Zeit später eine Textnachricht von Harrigans Handy erhält, das mit ihm begraben wurde, zweifelt Craig am Tod seines alten Freundes, wird von seinem Vater schließlich aber überzeugt.
Auf dem alljährlichen Winterball seiner Schule wird Craig vom Mobber Kenny Yankovich verprügelt, schweigt aus Angst aber über die Vorfälle. Sein Vater verlangt von ihm, dass er sich jemandem anvertraut, und so spricht Craig Mr. Harrigan auf den Anrufbeantworter. Bestürzt muss er am nächsten Tag erfahren, dass Kenny in der Nacht zu Tode gekommen ist. In fester Überzeugung, etwas mit dem Tod zu tun zu haben, recherchiert Craig weiter in Harrigans Vergangenheit und stößt auf einen weiteren mysteriösen Todesfall. Daraufhin vertraut sich Craig Pastor Mooney an und bekommt von diesem den Rat, sich ein neues Handy zuzulegen. Das alte schmeißt er jedoch nicht weg, sondern behält es versteckt in seinem Kleiderschrank.
Als Craig ein Stipendium für ein Journalismusstudium am Emerson College erhält, verlässt er Harlow und zieht nach Boston. Schon bald darauf informiert ihn sein Vater darüber, dass seine High-School-Lehrerin Mrs. Hart bei einem Autounfall ums Leben kam. Der Unfallverursacher Deane Whitmore wird aufgrund von Trunkenheit am Steuer zu einem sechsmonatigen Entzug verurteilt, muss allerdings nicht ins Gefängnis. Craig will sich für seine Lehrerin rächen und fordert auf dem Anrufbeantworter von Harrigan Whitmores Tod. Schon kurz darauf bereut er seine Entscheidung, kann gegen den scheinbar durch Harrigan heraufbeschworenen Suizid von Whitmore aber nichts mehr unternehmen. Von sich selbst entsetzt entschließt sich Craig dazu, Harrigans Totenruhe nicht weiter zu stören, und wirft das Handy in einen See.

## Produktion
Im Juli 2020 sicherte sich Netflix die Verfilmungsrechte an der Novelle Mr. Harrigan’s Phone aus der Novellen-Sammlung Blutige Nachrichten von Stephen King, die von John Lee Hancock für die den Streamingdienst adaptiert und inszeniert wurde. Als Produzenten waren Jason Blum für Blumhouse Productions, Ryan Murphy und Carla Hacken tätig, während Marci Wiseman und Jeremy Gold als Executive Producer fungierten. Im Oktober 2021 wurden Jaeden Martell und Donald Sutherland für die Hauptrollen des Craig und Mr. Harrigan verpflichtet. Noch im selben Monat schlossen sich auch Joe Tippett und Kirby Howell-Baptiste der Besetzung an.
Die Dreharbeiten mit Kameramann John Schwartzman erfolgten von Oktober bis Dezember 2021 in Connecticut. Als Drehort des fiktiven Dorfes Harlow diente die Stadt Norwalk, wo die Lockwood-Mathews Mansion als Kulisse des Herrenhauses von Mr. Harrigan genutzt wurde. Weitere Aufnahmen entstanden in Ridgefield, Portland, Greenwich, Fairfield, Wilton, Barkhamsted und im Sherwood Island State Park in Westport.
Die Filmmusik komponierte Javier Navarrete. Ein wiederkehrendes Motiv ist der Country-Song Stand by Your Man von Tammy Wynette.
Ein Trailer zum Film erschien am 15. September 2022. Mr. Harrigan’s Phone wurde weltweit am 5. Oktober 2022 auf Netflix veröffentlicht.

## Synchronisation
Die deutschsprachige Synchronisation entstand nach einem Dialogbuch von Ari Raschidi und unter der Dialogregie von Frank Muth bei Iyuno Germany.
| Rolle                           | Darsteller            | Synchronsprecher   |
| ------------------------------- | --------------------- | ------------------ |
| Craig                           | Jaeden Martell        | Christian Zeiger   |
| John Harrigan                   | Donald Sutherland     | Jürgen Kluckert    |
| Craigs Vater                    | Joe Tippett           | Georgios Tzitzikos |
| Victoria Corrales Hart          | Kirby Howell-Baptiste | Nora Kunzendorf    |
| Kenneth James „Kenny“ Yankovich | Cyrus Arnold          | Sascha Werginz     |
| Edna Grogan                     | Peggy J. Scott        | Sabine Walkenbach  |
| Chick Rafferty                  | Randy Kovitz          | Frank Muth         |
| Pastor Mooney                   | Frank L. Ridley       | Roland Hemmo       |
| Felix                           | Dale Duko             | Uwe Jellinek       |
| Mike „U-Boot“ Ueberroth         | Conor William Wright  | Oliver Szerkus     |
| Craig (jung)                    | Colin O’Brien         | Faris Herrmann     |

## Kritiken
Mr. Harrigan’s Phone konnte 46 % der 65 bei Rotten Tomatoes gelisteten Kritiker überzeugen. Rund 70 % der Kritiker gaben dabei eine Bewertung ab, daraus ergab sich ein Durchschnitt von 5,5 von 10 Punkten. Als zusammenfassendes Fazit zieht die Seite, trotz der vielschichtigen Darbietungen der Hauptdarsteller komme die Verfilmung nicht an die faszinierenden Themen des Ausgangsmaterials heran. Bei Metacritic erhielt Mr. Harrigan’s Phone basierend auf 15 Kritiken einen Metascore von 55 von 100 möglichen Punkten.
Lisa Kennedy zieht in ihrer Kritik für die New York Times ein positives Fazit und urteilt, Mr. Harrigan’s Phone sei weniger ein Horrorfilm als vielmehr ein unterhaltsames Filmdrama. Die Spannung der Verfilmung basiere vor allem auf der Frage, ob die Hauptfigur Craig auf einem moralisch unverwerflichen Pfad bleiben könne, weshalb Regisseur John Lee Hancock ihm und damit auch dem Zuschauer einige nette Zwickmühlen stelle. Dabei hätten die beiden Hauptdarsteller Jaeden Martell und Donald Sutherland eine bittersüße Chemie miteinander. Ebenso erzähle der Film eine Parabel der Faszination über Digitaltechnik und verteile griesgrämige Seitenhiebe auf ebendiese.
Auch Noel Murray von der Los Angeles Times steht dem Film wohlwollend gegenüber und attestiert den Verantwortlichen, effektiv die Grundessenz der Textvorlage von Stephen King zu vermitteln. So sei Mr. Harrigan’s Phone im Kern eine detaillierte Charakterstudie, die nur leicht mit Nervenkitzel und Schauder gefärbt sei, stattdessen aber eine abwechselnd berührende und eindringliche Geschichte über die Freundschaft zwischen einem sensiblen Teenager und einem alten, mürrischen Mann erzähle. Die Handlung sei Stoff für Twilight Zone, doch für eine Laufzeit von 105 Minuten auch etwas zu geradlinig erzählt.
Zu einem deutlich kritischeren Urteil gelangt Frank Scheck vom Hollywood Reporter, für den Mr. Harrigan’s Phone zwar eine faszinierende Prämisse habe, es im Vergleich zum ähnlichen The Black Phone aber an Grusel und Schrecken fehle. Regisseur John Lee Hancock zeige keinerlei Interesse daran, die mysteriösen Aspekte der Geschichte genauer zu untersuchen, sondern liefere stattdessen ein nachdenkliches Porträt einer unwahrscheinlichen Freundschaft in der Verpackung eines Coming-of-Age-Films. Zwar würde dabei Jaeden Martell die Zuschauer zum Mitfühlen bewegen, während Donald Sutherland eine gewisse Wirkung auf den Film habe, doch für Scheck sei Mr. Harrigan’s Phone umso uninteressanter, je schrecklicher die Geschichte werde.
Als „furchtbare Stephen-King-Verfilmung“ bezeichnet David Ehrlich von IndieWire Mr. Harrigan’s Phone, für den das Werk vollkommen auf Intrigen, Schrecken und Spannung verzichte und es so keinen Moment des Spaßes gebe. Regisseur John Lee Hancock verbringe stattdessen viel Zeit damit, eine unangenehme Mischung aus Dienstags bei Morrie und unrealistischem High-School-Leben zu inszenieren, ohne dabei unter die Oberfläche zu gehen oder Konfliktgefüge zu erstellen. Hauptdarsteller Jaeden Martell porträtiere eine stumpfe, wimmernde und leere Hauptfigur, die den Zuschauer beinahe dazu veranlasse, mit dem von Cyrus Arnold verkörperten lächerlich karikierten Mobber zu sympathisieren. Dem gegenüber stehe eine beeindruckende Leinwandpräsenz von Donald Sutherland, dessen Rolle ihn allerdings kaum herausfordere. Diese Defizite führt Ehrlich vor allem auf das dürftige Ausgangsmaterial zurück, auf dem eine wacklige Handlung aufgebaut werde, in der Nebendarsteller immer wieder einfach verschwinden würden und auf eine ärgerlich halbherzige Weise mit der modernen Technologie abgerechnet werde.